# Bufferöds damm
Bufferöds damm är en sjö i Kungälvs kommun i Bohuslän och ingår i Göta älv-Bäveåns kustområde. Sjön har en area på 0,0607 kvadratkilometer och ligger 31,5 meter över havet.

## Delavrinningsområde
Bufferöds damm ingår i det delavrinningsområde (642735-126887) som SMHI kallar för Ovan 642689-126204. Medelhöjden är 40 meter över havet och ytan är 48,18 kvadratkilometer. Det finns inga avrinningsområden uppströms utan avrinningsområdet är högsta punkten. Avrinningsområdets utflöde Grannebyån mynnar i havet. Avrinningsområdet består mestadels av skog (43 procent), öppen mark (20 procent) och jordbruk (35 procent). Avrinningsområdet har 0,2 kvadratkilometer vattenytor vilket ger det en sjöprocent på 0,4 procent.